# خوسيه بيدرو فاريلا
خوسيه بيدرو فاريلا (بالإسبانية: José Pedro Varela) هو عالم اجتماع وصحفي وسياسي أوروغواني، ولد في 19 مارس 1845 في مونتفيدو في الأوروغواي، وتوفي بنفس المكان في 24 أكتوبر 1879. حزبياً، نشط في حزب كولورادو.